# Catocala abamita
Catocala abamita és una espècie de papallona nocturna de la subfamília Erebinae i la família Erebidae. Es troba al nord de la Xina, sud-est de Sibèria i a la Península de Corea. Fa 79 mm d'envergadura alar.